# 安富長嗣
安富 長嗣（やすとみ ながつぐ、生没年不詳）は鎌倉時代の武士。下級吏僚として幕府内で活動した。乾元年間は大蔵之丞、正和年間は大蔵大夫と称された。
1295年（永仁3年）5月、明石行宗、島田行兼らと共に、奉行人に補充される。乾元、正和年間にも奉行の役職にあった。1312年（正和元年）12月には、神領興行法実施の為、斎藤重行、明石盛行と共に九州へ派遣された。長嗣以外の安富一族では、泰嗣、頼泰親子、安富左近将監などの人物が、関東、鎮西の引付で奉行職をつとめていることが確認される。